# Edvard Personne
Lorens Edvard Personne, född 28 januari 1790 i Stockholm, död 26 mars 1822 i Stockholm, var en svensk kartgravör, kopparstickare och etsare.
Han var son till hovkamreraren hos prinsessan Sofia Albertin Johan Magnus Personne och Beata Elisabeth Bjurman och gift med Sophia Åberg. Personne var elev till kartgravören CG Lundgren 1810 och studerade vid Konstakademien från 1811. För Nils Gustaf Wermings stora kartverk Kartor öfver svenska städer utförde han ett 40-tal blad och i Archiv af nyare resor till lands och sjöss utförde han ett tiotal kartor och planer över bland annat Kanarieöarna och Konstantinopel. Han medverkade även i Johann Friedrich Benzenbergs bok Bref författade under en resa till Paris med titelvinjett, plan över Paris samt tre utsikter över staden. Han antas även varit verksam som medaljgravör men några sådana arbeten är inte kända.  